# Makrokylindrus alleni
Makrokylindrus alleni är en kräftdjursart som beskrevs av Daniel Reyss 1974. Makrokylindrus alleni ingår i släktet Makrokylindrus och familjen Diastylidae. Inga underarter finns listade i Catalogue of Life.